# غلام محمد غوث خان

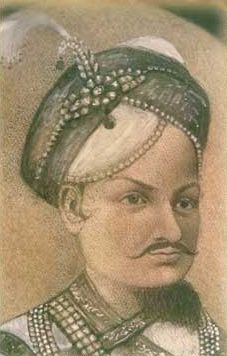
غلام محمد غوث خان

غلام محمد غوث خان (1824 – 7 تشرين الأول 1855) كان النواب الثاني عشر والأخير من الكارناتيك. حكم من عام 1825 إلى عام 1855. وكان ينتمي إلى الأسرة الثانية.

## الحياة المُبكرة
وُلِد غوس خان لأعظم جاه، النواب الحادي عشر للكارناتيك في حوالي عام 1824. توفي والده عندما كان عمره سنة واحدة. في عام 1825، أُعلن غوث خان ملكًا مع عمه عظيم جاه كوصي.

## الحُكم
حكم غوس خان من عام 1825 إلى عام 1842، وكان عظيم جاه هو الوصي، حتى تم تنصيب غوس خان رسميًا نوابًا للكارناتيك من نائب الملك اللورد إلفينستون الإنجليزي.
خلال فترة حكمه، وحتى وفاته في عام 1855، أنشأ غوس خان المكتبة العامة المحمدية في مدراس وجولتري تسمى لانجار خانا. يضم لانجار خانا الآن جمعية الأرامل المسلمات.

## موت
توفي غوث خان في عام 1855 عن عمر يناهز 31 عامًا. ولم يترك خلفه وارثا ذكرا. تم تجاوز ترشيح عم غوس خان عظيم جاه، الخليفة الوحيد المحتمل للعرش، وتم ضم المملكة رسميًا إلى شركة الهند الشرقية البريطانية وفقًا لمبدأ الانقضاء.